# Oblężenie Melite (870)
Oblężenie Melite – zdobycie bizantyńskiego miasta Melite (dziś: Mdina, Malta) przez armię Aghlabidów w roku 870. Oblężenie było początkowo prowadzone przez Halafa al-Hādima, lecz gdy został on zabity w walce, zastąpił go Sawāda Ibn Muḥammad. Miasto wytrzymało oblężenie przez kilka tygodni lub miesięcy, lecz w końcu upadło; jego mieszkańcy zostali wymordowani, a ono samo złupione.

## Tło historyczne
Wyspy maltańskie były częścią Imperium Bizantyńskiego od roku 535, znaleziska archeologiczne sugerują, że pełniły prawdopodobnie ważną rolę strategiczną wewnątrz Imperium. Kiedy w VII wieku rozpoczęły się wczesne podboje arabskie, Bizantyńczycy poczuli się zagrożeni na Morzu Śródziemnym, i prawdopodobnie podjęli środki, aby wzmocnić system obronny Malty. W związku z tym mogli zbudować śródszaniec, który zredukował Melite do trzeciej części jej naturalnej wielkości.
Muzułmański rajd rozpoznawczy na Maltę mógł mieć miejsce w roku 221 KM (835-836 n.e.).

## Relacja Al-Himyarīego
Większość szczegółów na temat oblężenia Melite znanych jest z dzieła, autorstwa Muhammada bin 'Abd al-Mun'im al-Himyarīego, Kitab al-Rawd al-Mitar, pochodzącego z XV wieku. Relacja ta podaje, że atak na Melite był zainicjowany przez doświadczonego inżyniera Halafa al-Hādima, który zginął podczas oblężenia. Najeźdźcy poinformowali o tym władcę Aghlabidów, Abu al-Gharanika, który polecił Muḥammadowi Ibn Hafāğa, gubernatorowi Sycylii, wysłać nowego dowódcę. Ten wyznaczył wali Sawāda'a Ibn Muḥammada, który kontynuował oblężenie i w końcu zdobył Melite. Władca miasta, Amros (albo Ambrosios), został wzięty do niewoli, a najeźdźcy „zburzyli jego fortecę, oraz złupili i zbezcześcili, czego nie mogli zabrać.” Marmury z kościołów Melite zostały użyte do budowy zamku Susa (dziś: w Tunezji) i wiodącego do niego mostu.
Al-Himyarī pisał dalej, że po tym oblężeniu wyspa Malta pozostała bezludną ruiną, będąc czasem odwiedzaną przez budowniczych statków, rybaków i tych, którzy zbierają miód. Wyspa została zaludniona przez Muzułmanów w roku 440 KM (1048-49 n.e.), którzy na ruinach Melite zbudowali osadę, zwaną Medina. Bizantyńczycy oblegali Medinę w roku 445 KM (1053-54 n.e.), lecz zostali odparci.

## Analiza źródeł

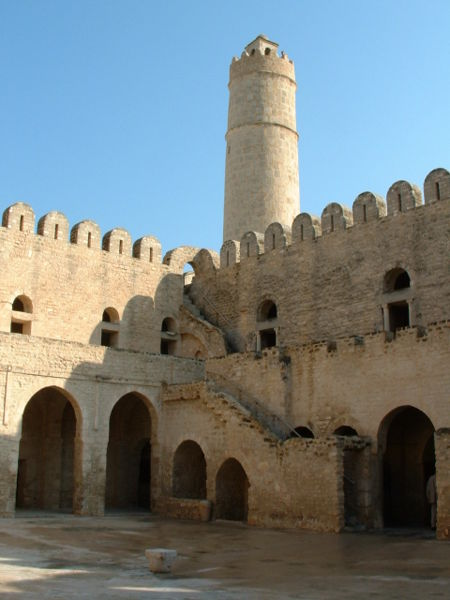
Zamek w Susie, Tunezja, do którego budowy użyto marmurów ze złupionych kościołów Melite

Relacja Al-Himyarīego została odkryta w roku 1931, jej pierwsze pełne wydanie zostało opublikowane w roku 1975 w Bejrucie. Urywek dotyczący Melite pozostawał nieznany, aż do przetłumaczenia na język angielski w roku 1990. Jest to bardzo szczegółowe źródło dotyczące oblężenia, i zawiera informacje, niespotykane w innych relacjach.
Relacja wskazuje, że oblężenie mogło trwać kilka tygodni, a możliwe, że nawet miesięcy. Podanie w relacji imion władców potwierdza, że oblężenie miało miejsce pomiędzy rokiem 255 a 257 KM (868-871 n.e.).
Niektóre inne źródła podają, że w roku 870 muzułmanie już zamieszkiwali Maltę, a w tym czasie była ona oblegana przez flotę bizantyńską. Po tym, jak pomocnicza flota aghlabidzka została wysłana z Sycylii, 28 dnia miesiąca Ramadan 256 roku KM (29 sierpnia 870 n.e.) Bizantyńczycy wycofali się bez walki. Skutkiem tego było złe potraktowanie greckiej ludności wyspy, biskup został aresztowany i uwięziony w Palermo, a kościoły na wyspie zostały zburzone.
Użycie marmurów z kościołów Melite do budowy zamku w Susie, potwierdza napis na zamku, który tłumaczy się:

Każda cięta płyta, każda marmurowa kolumna w tej fortecy została przywieziona z kościoła Malty przez Ḥabaši ibn ‘Umarz'a, w nadziei zasłużenia na aprobatę i dobroć Allaha Wszechmocnego i Wspaniałego.

Chociaż al-Himyarī pisał, że Malta pozostała po oblężeniu „bezludną ruiną”, i została dopiero zaludniona w latach 1048-49, dowody archeologiczne sugerują, że już na początku XI wieku Medina była kwitnącą muzułmańską osadą. Zatem 1048-49 może być datą, kiedy miasto zostało oficjalnie założone, możliwe, że datą budowy murów miejskich.